# 歐陽杞浚
歐陽杞浚（英語: Evan Auyang）現擔任安擬集團（Animoca Brands）的總裁。他曾是GLG格理集團（Gerson Lehrman Group, Inc.）的亞太區行政總裁及常務董事，管理公司在亞太地區的十個辦公室包括大中華區、北亞、東南亞、印度及澳洲。在加入GLG格理集團之前，是九巴副董事總經理及載通國際控股（編號:0062）執行董事。亦是國際公共交通協會（“UITP”）亞太地區董事會副主席及香港美國商會董事會成員，並擔任其環境督導會主席。
歐陽杞浚倡議提高公交營運效率以達至更高環保效益，加入九巴後開始推動香港電池巴士及超級電容巴士發展，引入航空公司“中心樞紐”(hub & spoke) 的概念大力發展巴士轉乘，落實屯門公路轉車站、大欖隧道轉車站和青沙公路轉車站等轉乘設施， 亦從2012年開始推動九巴在香港多個地區推行大規模“區域性巴士路線重組”，如北區區域性巴士路線重組，在重組過程中直接落區遊説區議員支持但明顯遇上不少阻力。 
歐陽杞浚於1994年在美國布朗大學 (Brown University)畢業，主修經濟及政治。畢業後投身金融業，在花旗集團研究及推廣衍生產品。其後在美國西北大學 (Northwestern University) 凱洛格工商管理學院 (Kellogg School of Management) 進修工商管理碩士，於2001在加入麥肯錫公司 (McKinsey & Company) 擔任咨詢管理顧問，專注運輸、基建和物流事務，在2009年加入九巴時是公司全球副董事。